# Elbląg
Elbląg là một thành phố Ba Lan. Elbląg nằm ở phía bắc Ba Lan ở rìa phía đông của khu vực Żuławy với 124.257 cư dân (ngày 31 tháng 12 năm 2011). Đây là thủ phủ của huyện Elbląski và tỉnh Warmińsko-Mazurskie. Trước đây nó là thủ phủ của tỉnh Elbląg (1975-1998) và một quận hạt trong tỉnh Gdańsk (1945-1975).
Elbląg là một trong những thành phố lâu đời nhất trong tỉnh. Lịch sử của nó bắt đầu từ năm 1237, khi Triều đại xây dựng thành lũy được củng cố của họ trên bờ sông gần đó. Lâu đài sau đó phục vụ như là chỗ ngồi chính thức của Hội Teutonic Master.